# Governo Tudose
Il governo Tudose è stato il ventunesimo esecutivo della Repubblica di Romania dopo la rivoluzione romena del 1989, il secondo dell'VIII legislatura.

## Cronologia del mandato

### Incarico
Nel giugno del 2017 emersero dei contrasti interni al Partito Social Democratico (PSD) tra il presidente del partito Liviu Dragnea e l'allora premier Sorin Grindeanu. Mentre Grindeanu perse l'appoggio del PSD, i ministri, su indicazione del partito, presentarono le proprie dimissioni in massa, in modo da spingere il primo ministro a ritirarsi dal suo ruolo. Il governo Grindeanu cadde il 21 giugno 2017, su una mozione di sfiducia presentata dallo stesso PSD.
Mentre Dragnea non poté presentare direttamente la propria candidatura alla posizione di primo ministro per via di una condanna per frode elettorale, che stabiliva l'interdizione a tale carica, rifiutando l'idea delle elezioni anticipate, il 26 giugno 2017 il ministro dell'economia Mihai Tudose fu indicato dal comitato esecutivo del partito per rivestire l'incarico di nuovo primo ministro in sostituzione di Grindeanu. Sostenuto personalmente da Dragnea, l'appoggio alla candidatura di Tudose da parte del PSD fu unanime (in assemblea si registrarono solo voti favorevoli e 4 astensioni) e supportato anche da Călin Popescu Tăriceanu, leader dell'ALDE, gruppo alleato del PSD. Nella stessa giornata il presidente Klaus Iohannis accettò la proposta dei socialdemocratici e diede mandato al primo ministro designato di formare la squadra di governo.
Il 28 giugno Tudose e Dragnea presentarono alla stampa la lista dei nuovi ministri, con la conferma di 16 di 26 nomi che facevano già parte del gabinetto Grindeanu. Il ministero dell'economia, che era appartenuto a Tudose, andò a Mihai Fifor. Rispetto al governo precedente, fu introdotta la figura di un ulteriore vice primo ministro senza portafogli, che fu assegnata a Marcel Ciolacu, uomo di fiducia di Dragnea.
Il 29 giugno il nuovo governo ricevette l'investitura da parte del parlamento con 275 voti a favore e 102 contrari. Oltre ai partiti di governo PSD e ALDE, anche l'Unione Democratica Magiara di Romania (UDMR), gruppo che rappresentava la minoranza ungherese, votò a favore del governo Tudose. Appena il 28 giugno, infatti, il senato aveva approvato due progetti legge voluti dall'UDMR riguardanti la differenziazione dei programmi di studio per gli esami di stato per le minoranze linguistiche.
Nella sera del 29 giugno il governo prestò giuramento al presidente della repubblica Iohannis.

#### Critiche alle nomine della squadra di governo
Tutti i partiti di opposizione riservarono critiche alla scelta del nuovo premier. Tramite il portavoce Dan Barna, l'Unione Salva Romania richiese il ritiro della nomina di Tudose, poiché questa non rispettava i criteri di integrità morale enunciati da Iohannis. Nello specifico, l'USR si riferiva allo scandalo sulle accuse di plagio della propria tesi dottorale che aveva colpito Tudose nel 2015. Il nuovo presidente del Partito Nazionale Liberale Ludovic Orban (leader del PNL dal 17 giugno 2017) affermò che si sarebbe opposto a qualunque proposta del PSD, invocando elezioni anticipate. Il Partito del Movimento Popolare dell'ex presidente della repubblica Traian Băsescu propose a Iohannis la nomina a primo ministro dell'europarlamentare Siegfried Mureșan. Questa, in ogni caso, non fu presa in considerazione.
Duri attacchi alla coalizione di governo furono lanciati anche dallo stesso Iohannis in sede di giuramento. Il presidente, deluso dal fallimento del governo Grindeanu, accusò il PSD di non essere stato in grado di governare e di aver danneggiato l'economia statale, augurandosi il rispetto dei parametri macroeconomici per il futuro.
(Klaus Iohannis)

### Dimissioni del ministro della difesa
Nel settembre 2017 vi fu clamore intorno alla notizia che il pagamento degli stipendi dei dipendenti del ministero della difesa sarebbe stato posticipato per insufficienza di fondi. Come comunicato successivamente dal ministro Adrian Țuțuianu, però, si trattava semplicemente di una problematica tecnica in via di risoluzione. Le dichiarazioni tardive del titolare della difesa, tuttavia, non convinsero il premier Tudose, che imputò al ministro delle mancanze nella gestione delle comunicazioni tra i dipartimenti sotto il suo controllo. Il 5 settembre, quindi, Țuțuianu presentò le proprie dimissioni. In sua sostituzione il ministro dell'economia Mihai Fifor fu trasferito alla difesa, in continuità a quanto realizzato fino a quel momento. Sotto la gestione del ministero dell'economia, infatti, si trovavano diverse compagnie a partecipazione statale attive nella produzione di armamenti (IAR, Uzina Mecanica Moreni, Uzina Mecanica București, Electromecanica Ploiești). Fifor nel corso del proprio mandato da ministro dell'economia aveva condotto i negoziati commerciali con alcune aziende straniere, finalizzati alla produzione in Romania di armi, equipaggiamenti e tecnologie militari. Il posto vacante al dicastero dell'economia fu assegnato al deputato del PSD Gheorghe Șimon.

### Inquisizione di due ministri e rimpasto del 17 ottobre
Nel settembre 2017 la Direzione nazionale anticorruzione (DNA) avviò un'inchiesta nei confronti del ministro della pubblica amministrazione Sevil Shhaideh per far luce sul presunto trasferimento illegale, avvenuto nel 2013, di una serie di terreni situati sull'isola Belina (distretto di Teleorman) dal demanio statale al Consiglio del distretto di Teleorman, poi concessi in affitto ad alcune aziende private. Nell'ambito della stessa inchiesta, con l'accusa di complicità in abuso d'ufficio, la DNA inviò alla camera dei deputati la richiesta di procedere penalmente anche contro il ministro dei fondi europei Rovana Plumb, deputato, e all'epoca dei fatti ministro dell'ambiente. Nonostante l'assoluto sostegno ufficiale fornito da parte della dirigenza del PSD ai due ministri, ritenuti da Dragnea vittime di un attacco giudiziario, il premier Tudose avanzò perplessità sulla credibilità del suo governo in presenza di indagati nel consiglio dei ministri. Il primo ministro, quindi, avanzò l'ipotesi di un rimpasto, benché tale possibilità non piacesse al presidente del partito e rischiasse di aprire una crisi di governo. La decisione coinvolse anche gli alleati dell'ALDE, poiché nell'agosto 2017 la DNA aveva avviato un'inchiesta nei confronti del ministro dei rapporti con il parlamento Viorel Ilie, con l'accusa di aver truccato un concorso per le assunzioni nel quadro del ministero. Tăriceanu, però, prese le difese di Ilie, paventando il ritiro dell'appoggio al governo nel caso in cui il ministro fosse stato sostituito.
Il 12 ottobre, al termine della riunione del consiglio esecutivo del PSD, Plumb e Shhaideh rassegnarono le proprie dimissioni. Fu coinvolto nel rimpasto, inoltre, il ministro dei trasporti Răzvan Cuc, che in più occasioni era stato criticato dal primo ministro per i propri risultati. Il giorno successivo alle dimissioni, Sevil Shhaideh fu nominata consigliere di stato di Tudose, mentre il 17 ottobre la camera votò a favore del mantenimento dell'immunità parlamentare per Rovana Plumb.
Il 17 ottobre i nuovi tre ministri prestarono giuramento al presidente della repubblica: Paul Stănescu alla pubblica amministrazione, Felix Stroe ai trasporti e Marius Nica ai fondi europei.
Il 3 gennaio 2018 il ministro delle acque e delle foreste Doina Pană presentò le proprie dimissioni per motivi di salute.

### Dimissioni del primo ministro
La scelta di Tudose di spingere i ministri a lasciare gli incarichi, tuttavia, inasprì i rapporti con il presidente del partito e causò la comparsa di attriti interni al PSD. Dopo mesi di contrapposizioni per la leadership del partito, lotta che portò ad una costante ricollocazione dei membri della dirigenza in supporto alla fazione di Tudose o a quella di Dragnea, nel gennaio 2018 emerse una nuova crisi tra i due, esplosa dopo che Tudose ebbe pubblicamente accusato il ministro Carmen Dan di avergli mentito. Il primo ministro dichiarò di non poter più collaborare con il ministro degli interni ed essere pronto ad accettarne le dimissioni dopo che questi gli aveva consapevolmente fornito un'informazione sbagliata riguardante la destituzione del capo della polizia Bogdan Despescu, reo di aver coperto uno scandalo di pedofilia in cui era coinvolto un agente. Dragnea preferì prendere le difese di Carmen Dan, dando il via a discussioni interne al partito.
Al culmine della disputa, il 15 gennaio il consiglio esecutivo nazionale del PSD annunciò la decisione di ritirare il proprio sostegno al premier, costringendolo alle dimissioni. In sua sostituzione, dopo un breve periodo ad interim di Mihai Fifor, il PSD indicò l'europarlamentare Viorica Dăncilă, vicina a Dragnea, già presidente dell'organizzazione femminile del partito, che assunse l'incarico il 29 gennaio.

## Appoggio parlamentare e composizione
Il governo Tudose fu sostenuto dalla stessa coalizione di centro-sinistra, formata dal Partito Social Democratico (PSD) e dall'Alleanza dei Liberali e dei Democratici (ALDE), che aveva inizialmente sostenuto e poi sfiduciato il governo Grindeanu. Insieme i due gruppi disponevano di 174 deputati su 329 (pari al 52,9% dei seggi alla camera dei deputati della Romania) e di 76 senatori su 136 (pari al 55,9% dei seggi al senato della Romania).
| Carica | Titolare                                      | Titolare                                    | Partito      |
| --- | --------------------------------------------- | ------------------------------------------- | ------------ |
| Primo ministro                                                                                             |                                               | Mihai Tudose (fino al 16 gennaio 2018)      | PSD          |
| Primo ministro                                                                                             | Mihai Fifor (ad interim; dal 16 gennaio 2018) |                                             | PSD          |
| Vice Primo ministro; Ministro dello sviluppo regionale, della pubblica amministrazione e dei fondi europei |                                               | Sevil Shhaideh (fino al 17 ottobre 2017)    | PSD          |
| Vice Primo ministro; Ministro dello sviluppo regionale, della pubblica amministrazione e dei fondi europei | Paul Stănescu (dal 17 ottobre 2017)           |                                             | PSD          |
| Vice Primo Ministro; Ministro dell'ambiente                                                                |                                               | Grațiela Gavrilescu                         | ALDE         |
| Vice Primo Ministro                                                                                        |                                               | Marcel Ciolacu                              | PSD          |
| Ministro dell'economia                                                                                     |                                               | Mihai Fifor (fino al 12 settembre 2017)     | PSD          |
| Ministro dell'economia                                                                                     |                                               | Gheorghe Șimon (dal 12 settembre 2017)      | PSD          |
| Ministro degli affari esteri                                                                               |                                               | Teodor Meleșcanu                            | ALDE         |
| Ministro degli affari interni                                                                              |                                               | Carmen Dan                                  | PSD          |
| Ministro della difesa nazionale                                                                            |                                               | Adrian Țuțuianu (fino al 5 settembre 2017)  | PSD          |
| Ministro della difesa nazionale                                                                            | Mihai Fifor (dal 12 settembre 2017)           |                                             | PSD          |
| Ministro delle finanze pubbliche                                                                           |                                               | Ionuț Mișa                                  | PSD          |
| Ministro della Giustizia                                                                                   |                                               | Tudorel Toader                              | Indipendente |
| Ministro dell'agricoltura e dello sviluppo rurale                                                          |                                               | Petre Daea                                  | PSD          |
| Ministro dell'educazione nazionale                                                                         |                                               | Liviu Pop                                   | PSD          |
| Ministro del lavoro e della giustizia sociale                                                              |                                               | Lia Olguța Vasilescu                        | PSD          |
| Ministro dell'energia                                                                                      |                                               | Toma Petcu                                  | ALDE         |
| Ministro dei trasporti                                                                                     |                                               | Răzvan Cuc (fino al 17 ottobre 2017)        | PSD          |
| Ministro dei trasporti                                                                                     | Felix Stroe (dal 17 ottobre 2017)             |                                             | PSD          |
| Ministro per gli affari, il commercio e le imprese                                                         |                                               | Ilan Laufer                                 | PSD          |
| Ministro della salute                                                                                      |                                               | Florian Bodog                               | PSD          |
| Ministro della cultura e dell'identità nazionale                                                           |                                               | Lucian Romașcanu                            | PSD          |
| Ministro delle acque e delle foreste                                                                       |                                               | Adriana-Doina Pană (fino al 3 gennaio 2018) | PSD          |
| Ministro della ricerca e l'innovazione                                                                     |                                               | Lucian Georgescu                            | PSD          |
| Ministro delle comunicazioni e della società dell'informazione                                             |                                               | Lucian Șova                                 | PSD          |
| Ministro della gioventù e dello sport                                                                      |                                               | Marius Dunca                                | PSD          |
| Ministro del turismo                                                                                       |                                               | Mircea Dobre                                | PSD          |
| Ministro per i rapporti con il parlamento                                                                  |                                               | Viorel Ilie                                 | ALDE         |
| Ministro delle consultazioni pubbliche e del dialogo sociale                                               |                                               | Gabriel Petrea                              | PSD          |
| Ministro con delega ai romeni nel mondo                                                                    |                                               | Andreea Păstârnac                           | Indipendente |
| Ministro con delega agli affari europei                                                                    |                                               | Victor Negrescu                             | PSD          |
| Ministro con delega ai fondi europei                                                                       |                                               | Rovana Plumb (fino al 17 ottobre 2017)      | PSD          |
| Ministro con delega ai fondi europei                                                                       | Marius Nica (dal 17 ottobre 2017)             |                                             | PSD          |